# Здена Саливарова
Здена Саливарова (на чешки: Zdena Salivarová) е чешка певица, актриса, преводачка от френски език и писателка, авторка на произведения в различни жанрове. Съпруга е на писателя Йозеф Шкворецки, заедно с когото основава през 1971 г. издателството в изгнание „'68 Publishers“ в Торонто, Канада, което публикува и подкрепя забранената чешка литература по времето на социализма в Източния блок.

## Биография и творчество
Здена Саливарова, реално име Здена Шкворецка, е родена на 21 октомври 1933 г. в Прага, Чехословакия, в семейството на книжар и издател като едно от четирите му деца. След февруари 1948 г. баща ѝ е хвърлен в затвора, бизнесът му е национализиран и семейството мизерства, а по-късно затварят и брат ѝ. След две години баща ѝ се връща от затвора и впоследствие емигрира в Съединените щати. Детството ѝ е съпътствано с бедност, социални сътресения, но и участие в детския певчески ансамбъл.
Завършва през 1952 г. девическата гимназия „Е. Красногорска“ в Прага, след което става член на Чехословашкия държавен ансамбъл за песни и танци, където работи до 1962 г. В периода 1961 – 1962 г. работи и като певица и актриса в театър „Laterna Magica“ и театър „Paravan“ в Прага, и за кратко е член на женската вокална група „Incognito Quartet“. В периода 1965 – 1968 г. следва драматургия във Филмовата академия за сценични изкуства в Прага.
На 31 март 1958 г. се омъжва за писателя Йозеф Шкворецки. След смазването на „Пражката пролет“ и спирането на издаването на произведенията на съпруга ѝ, през 1969 г. двамата решават да останат в изгнание за постоянно по време на лекционно пътуване до Съединените щати, и се установяват в Торонто.
През 1971 г. заедно със съпругът си основават издателство „'68 Publishers“, което се превръща в едно от водещите чехословашки издателства не само в изгнание. До началото на 1990-те издателството публикува чешки автори в изгнание, като Лудвик Вакулик, Вацлав Хавел, Бохумил Храбал и Милан Кундера, и произведения, забранени за публикуване в комунистическа Чехословакия, общо 227 заглавия са публикувани до 1993 г. През 1978 г. тя и съпругът ѝ са лишени от чехословашко гражданство. За дейността на издателството и заслугите му за популяризиране на чешката литература в света президентът на Чехословакия Вацлав Хавел награждава през 1990 г. семейство Шкворецки с Ордена на Белия лъв, най-високото държавно отличие. През 1992 г. получава почетна докторска степен от университета на Торонто.
Здена Саливарова прави своя литературен дебют в началото на 60-те години с разкази, публикувани в списанията „Host do domu“ и „Plamen“. Първата ѝ книга, сборникът с разкази „Мъжка езда“ (Pánská jízda), е издаден през 1968 г. Авторка е на два автобиографични романа – „Хонцлова“ (Honzlová) от 1972 г. и „Земен тор“ (Hnůj země) от 1994 г. Сборникът ѝ с разкази „Небе, ад, рай“ (Nebe, peklo, ráj), представя истории за млади хора, движещи се между любов и самота, бодрост и трагедия, падение и величие, и получава наградата „Егон Хостовски“. Заедно с Йозеф Шкворецки са автори на поредицата криминални романи „Среща, с убийство“.
Прави преводи на произведения на Жорж Сименон, Лео Мале и Марсел Ален.
Здена Саливарова живее в Торонто.

## Произведения

### Самостоятелни романи
- Honzlová (1972) – автобиографичен[4][1][2]
- Hnůj země (1994) – автобиографичен

### Поредица „Среща, с убийство“ (Setkání, s vraždou) – сЙозеф Шкворецки
1. Krátké setkání, s vraždou (1999)[4][1][2]
2. Setkání po letech, s vraždou (2000)
3. Setkání na konci éry, s vraždou (2001)
4. Setkání v Bílé dámě, s vraždou – Detektivní encore (2003)
5. Setkání v Praze, s vraždou (2004)
6. Setkání v Torontu, s vraždou (2006)

### Сборници
- Pánská jízda (1968) – 3 разказа[4][1]
- Nebe, peklo, ráj (1976) – 8 разказа, награда „Егон Хостовски“[3][2]

### Разкази и новели
- Tma (1990)[1]
- Pas de trois (1990)[2]

### Документалистика
- Benefice: rozhovor přes oceán (1990) – интервю с писателя Карел Хвижала[2]
- Samožerbuch – Autofestšrift (1991) – с Йозеф Шкворецки, история за издателство „'68 Publishers“